# Budapest XVII. kerületének műemléki listája
A XVII. kerületben a Forster Gyula Nemzeti Örökségvédelmi Központ adatai és Budapest főváros építészeti örökségének fővárosi helyi védelméről szóló 37/2013. (V. 10.) Főv. Kgy. rendelet alapján az alábbi műemlékek találhatók:
| Törzsszám | Megnevezés                            | Kép               | Cím                 | Elhelyezkedés                                                | Megjegyzések |
| --------- | ------------------------------------- | ----------------- | ------------------- | ------------------------------------------------------------ | --- |
| 15777     | Rákoscsabai Főplébániatemplom         |                   | Péceli út 229.      | é. sz. 47° 29′ 24″, k. h. 19° 17′ 27″47.490000°N 19.290833°E | Építése: 1740 Stílus: barokk Építtetője: báró Laffert Ferdinánd Antal                                            |
| 15778     | Szent Kereszt felmagasztalása templom |                   | Szent Kereszt tér   | é. sz. 47° 28′ 51″, k. h. 19° 15′ 03″47.480833°N 19.250833°E | Építése: 1894 |
| 15779     | Bulyovszky-ház                        |                   | Pesti út 107.       | é. sz. 47° 28′ 55″, k. h. 19° 14′ 39″47.481944°N 19.244167°E | Bulyovszky Gyula, a márciusi ifjak egyikének szülőháza egy időben községháza, majd tanácsháza is volt            |
| 15780     | Podmaniczky–Vigyázó-kastély           |                   | Pesti út 115.       | é. sz. 47° 28′ 52″, k. h. 19° 14′ 52″47.481111°N 19.247778°E | 1760-ban barokk stílusban épült kastély Építtetője: báró Bojanovszky Sándor tábornok, Podmaniczky Erzsébet férje |
|           | Rákoskeresztúri evangélikus templom   |                   | Pesti út 111.       | Helyrajzi szám: 125391                                       | |
|           | Erdős Renée Ház                       |                   | Báthory utca 31.    | Helyrajzi szám: 124324                                       | |
|           | Kúria                                 | - Tölts fel képet | Hunyadi utca 40.    | Helyrajzi szám: 124449                                       | |
|           | Rákoshegyi Bartók Zeneház             | - Tölts fel képet | Hunyadi utca 50.    | Helyrajzi szám: 124444                                       | |
|           | Nyaraló                               | - Tölts fel képet | Kölcsey utca 34.    | Helyrajzi szám: 124425                                       | |
|           | Evangélikus templom                   | - Tölts fel képet | Péceli út 146.      | Helyrajzi szám: 128185                                       | |
|           | Bogáti-Hajdú-villa                    |                   | Rákoscsaba utca 34. | Helyrajzi szám: 128153                                       | „Süllyedő kastély”                                                                                               |
|           | Rákoshegyi evangélikus templom        |                   | Tessedik tér        | Helyrajzi szám: 124356                                       | |
|           | Gózon Gyula Kamaraszínház             |                   | XV. utca 23.        | Helyrajzi szám: 129672                                       | |
|           | Villa                                 |                   | XVII. utca 19.      | Helyrajzi szám: 129680                                       | |
|           | Rákosligeti evangélikus templom       |                   | XIX. utca 15-17.    | Helyrajzi szám: 129715                                       | |

További kerületi védelemre javasolt épületek:
- Rákosligeti volt Polgári Kör épülete, Hősök tere 9. (hrsz.:129976)
- Rákosligeti Magyarok Nagyasszonya plébániatemplom, Hősök tere – (hrsz.: 129944/2)
- Szálloda, községháza, majd Maros mozi, IX. utca 2-4. (hrsz.: 129986)
- Gózon Gyula egykori villája, Liget sor 40. (hrsz.: 130052)
- Villa, Liget sor 41. (hrsz.: 130053)
- Eklektikus villa, Liget sor 45. (hrsz.: 130063)
- Volt r. k. elemi iskola, Kőrösi Csoma Sándor Általános Iskola és Gimnázium, Akácvirág utca 49. (hrsz.: 125393/67)
- Fuchs-kastély, Pesti út 167. (hrsz.: 125625/2)
- Czimra Gyula-Laborcz Ferenc emlékház, Csabai út 20. (hrsz.: 128372)
- Lengyel patika, Baross utca 11. (hrsz.: 123101)
- Schwentner-villa, Baross utca 13. (hrsz.: 123107)
- Lisieux-i Szent Teréz r. k. templom, Szent István tér (hrsz.: 123105/1)
- Rákoshegyi r. k. plébánia, Kép utca 15. = Ady Endre utca 41. (hrsz.: 123012)
- Egykori zsinagóga, baptista imaház, Podmaniczky Zsuzsanna utca 6. (hrsz.: 123965)
- Schulcz-ház, Szabadság utca 24. (hrsz.: 123996)
- Hackl-ház, Petőfi utca 46. (hrsz.: 124749)
- Neobarokk villa, Bél Mátyás utca 26. = Bányapark utca 25. (hrsz.: 124751)
- Löwenstein-villa, Bél Mátyás utca 40. = Bányapark utca 39. (hrsz.: 124286)
- Auliczky-ház, Damjanich utca 34. (hrsz.: 124354)
- Wachter-villa, Damjanich utca 54. (hrsz.: 124344)
- Villa, Bél Mátyás utca 50-52. (hrsz.: 124280., 124281)
- Villa, Bulyovszky utca 18. (hrsz.: 124654)
- Eklektikus lakóház, Bulyovszky utca 23. (hrsz.: 124645)
- Eklektikus lakóház, Petőfi utca 18. = Hunyadi utca 30. (helyrajzi szám: 124586)
- Rákoscsabai református templom, Péceli út 192.= Rákoscsaba utca 2. (hrsz.: 128128)
- Rákoscsabai r. k. plébánia, Péceli út 231. (hrsz.: 134713)
- Rákoscsaba-Újtelepi Árpád-házi Szent Erzsébet plébániatemplom
- Nagyszénás tér. (hrsz.: 126814)
- Rákoscsaba-Újtelepi r. k. plébánia, Szabadság sugárút 39. (hrsz.: 126782)
- Rákoscsabai baptista imaház, Zrínyi utca 38. (hrsz.: 134773)